# The Kulenovic Collection
The Kulenovic Collection var ett privat konstmuseum i Karlskrona, som var verksamt mellan 1997 och 2018. Museet visade familjen Kulenovics samlingar och det ägdes och drevs av bröderna Senad och Rizah Kulenovic. Samlingarna placerades år 2009 i Vattenborgens gamla cistern på Stora Torget. Tidigare fanns de i museet Museum Lionardo Da Vinci Ideale på Drottninggatan i Karlskrona.

## Historik
Enligt Rizah Kulenovic är familjen Kulenovic ättlingar till Ban Kulin som ska ha etablerat Bosnien som nationell enhet på 1100-talet. Sedan 1500-talet har familjen samlat på konstföremål som skötts av familjens huvudman. Efter andra världskriget och kommunismens maktövertagande förlorade familjen sina egendomar men en stor del av konstsamlingen kunde bevaras utanför landets gränser.
Rizah Kulenovic är som familjen Kulenovics nuvarande huvudman föreståndare för samlingen. Samlingarna omfattar målningar från Rafael till  Kandinsky och Nils Dardel. Konstföremål och skulpturer dateras från 3000 år före vår tidräkning och framåt och inkluderar alla stora kulturer från södra Europa, Mesopotamien, Babylonien, Persien och Kina. När Rizah Kulenovic blev huvudman flyttades samlingarna till Karlskrona. Till en början inhystes museet på Drottninggatan, då under namnet Museum Lionardo Da Vinci Ideale.
Vattenborgen i Karlskrona byggdes 1863 och fungerade som vattenreservoar. Namnet Vattenborgen kommer sig av att den liknar en medeltida borg. Under 2008 påbörjades renoveringen av lokalerna och de försågs förutom en ny ingång till cisternen också med ett kafé och servering.
År 2018 stängde museet, och enligt museets grundare flyttades samlingen utomlands. Det berodde bland annat på att missnöje med samarbete med kommunen och att samlingarna ifrågasatts av svenska konstexperter. De menar att utländska konstexperter är mer välkomnande.

## Leonardo da Vinci
Enligt museet härbägerar samlingarna en äkta Leonardo-målning med namnet ”Jesu födelse”. Äktheten är dock ifrågasatt. Innehavaren Rizah Kulenovic har tagit fram en teori om att Leonardo da Vinci målade sina tavlor så att de avbildade vred sig efter betraktarens rörelse. Det vill säga på samma sätt som ett porträtts ögon följer en betraktare som rör sig framför en tavla så vrider sig dom avbildade efter betraktarna. Rizah Kulenovic menar att det bara är Leonardo som behärskat den tekniken och att det är tydligt att så sker med tavlan ”Jesu födelse”.